# Upsala Margarinfabrik

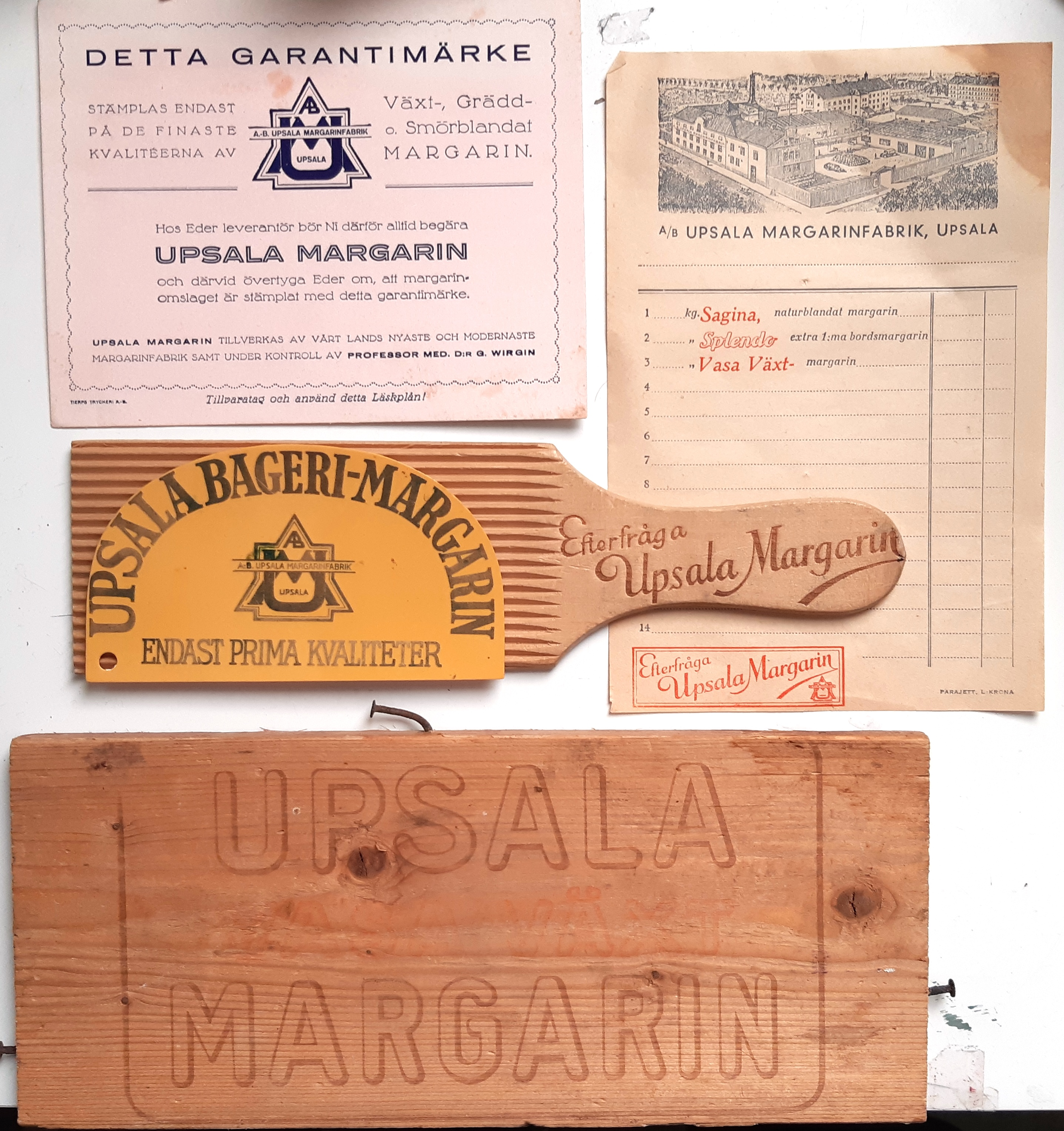
Reklamartiklar för Upsala Margarin

Upsala Margarinfabrik etablerades 1928 i kolonialvarufirman Frykberg & Åfeldts f.d. lokaler vid Kungsgatan 79 i Uppsala. Företaget var knutet till entreprenören Martin Edlund. 1951 avvecklades margarintillverkningen och istället flyttade chokladtillverkaren Sonja in i lokalerna.
Industrimiljön med den f.d. Margarinfabriken återstår i sin helhet och ligger i ett området i Uppsala med såväl modern som med anknytning till historisk livsmedelsproduktion, bl.a. Lindvalls Kaffe, Livsmedelsverket, f.d. Upsala Ångqvarn, f.d Upsala Ättiksfabrik/Slotts och f.d. Köttbesiktningsbyrån. I Vasakronans programförslag för omdaningen av södra delen av inre kungsängsområdet, "Södra City", ersätts margarinfabriksbyggnaden med ett modernt höghus.